# Jacques Morel (acteur)
Pour les articles homonymes, voir Morel et Jacques Morel.
Jacques Morel, de son vrai nom Jacques Houstraëte, né le 29 mai 1922 à Paris 14e et mort dans la même ville et même arrondissement le 10 avril 2008, est un acteur français.
Habitué des doublages et des seconds rôles au cinéma et à la télévision, il est connu pour avoir interprété à la télévision pendant neuf ans le rôle de Julien Fontanes dans la série Julien Fontanes, magistrat.

## Biographie
Après avoir été étudiant à HEC[Information douteuse], Jacques Morel crée à 17 ans une prospère société de courtage et de transport de pétrole, mais la Seconde Guerre mondiale et la pénurie de pétrole l'obligent à mettre la clef sous la porte : il est alors couvert de dettes.
Pour subsister, il devient archiviste dans une société où ses collègues ont monté un petit orchestre amateur. Un jour, une audition est prévue devant Alcide Castille, le directeur de L'Européen et ceux-ci le poussent à y participer en tant que chanteur d'orchestre. Après les auditions, il est le seul à se voir proposer un engagement, mais il refuse par amitié pour ses collègues. Quelques mois plus tard, en 1941, par l'intermédiaire de Jane Sourza, il contacte Maurice Poggi, directeur du Coucou et de L'Excelsior, qui l'engage. C'est le 8 octobre 1941 qu'il débute sur scène, en chantant et faisant des imitations au Coucou.
Il commence à tenir des petits rôles au cinéma à la fin des années 1940. Marcel Pagnol lui confie en 1951 son premier rôle important aux côtés de Fernandel dans la troisième version de Topaze. Il tourne pour des réalisateurs comme Gilles Grangier ou Sacha Guitry.
Il débute à la télévision en 1948, jouant en direct des pièces de théâtre sous la direction de Claude Barma et Stellio Lorenzi.
En 1951, il rate le rôle de sa vie. Julien Duvivier lui propose d'interpréter Don Camillo dans Le Petit Monde de don Camillo, le premier film d'une série qui connaîtra un immense succès. Mais il est alors sous contrat avec Sacha Guitry, lequel refuse de le libérer. C'est finalement Fernandel qui interprétera le rôle.
En 1955, il incarne Louis XVI dans Marie-Antoinette reine de France, de Jean Delannoy, face à Michèle Morgan dans le rôle-titre. En 1957, il joue aux côtés d'Edwige Feuillère et de Jacques Dumesnil dans la comédie Le Septième Commandement, de Raymond Bernard.
Également comédien de doublage, il a été la première voix d'Obélix dans les trois premiers films d'animation d'Astérix, avant Pierre Tornade.
De 1967 à 1973, il prête sa voix au personnage de Toutou, une marionnette de chien, dans l'émission télévisée pour jeunes enfants La Maison de Toutou. 
En 1968, ne trouvant plus d'engagements, il dirige une société de vente d'appareils médicaux basée à Paris rue Beaubourg, tout en continuant à jouer pour la télévision dans Au théâtre ce soir. Il la revend au bout de dix ans.
De 1980 à 1989, il interprète sur TF1 le rôle-titre de la série Julien Fontanes, magistrat.
En 1993, il tient son dernier rôle au théâtre dans Knock ou le Triomphe de la médecine, où il incarne le Docteur Parpalaid aux côtés de Michel Serrault. Victime d'un malaise cardio-vasculaire à l'issue d'une des représentations, il arrête ensuite sa carrière.
Marié avec Jeannine Gros, décédée en 2014, Jacques Morel est père d'une fille (Martine) et de deux fils (Alain et Olivier).

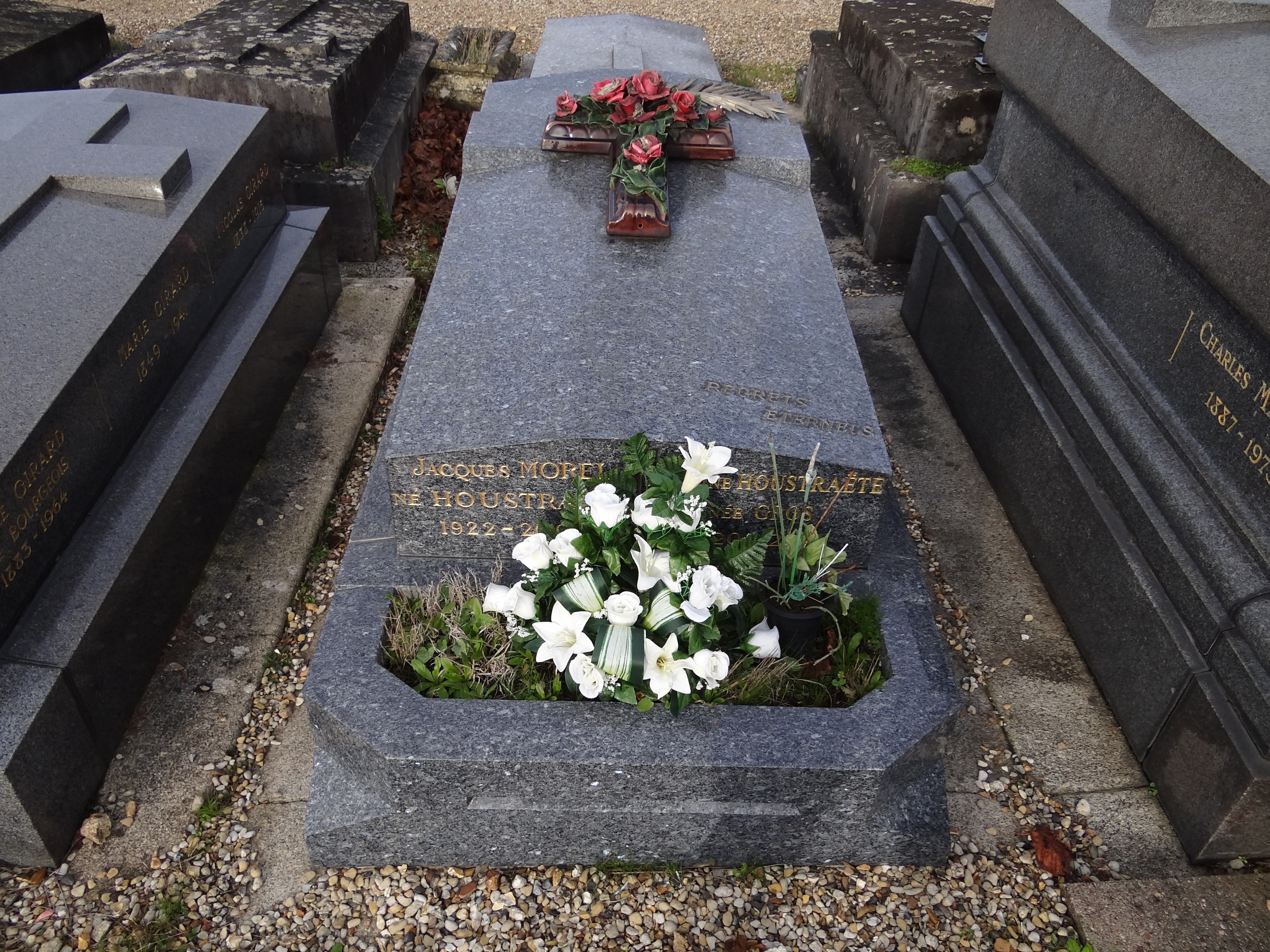
La tombe de Jacques Morel au cimetière de Villeneuve-Saint-Georges (Val-de-Marne).

Mort en 2008, il est inhumé dans le caveau familial au cimetière de Villeneuve-Saint-Georges.

## Filmographie

### Cinéma
- 1944 : L'aventure est au coin de la rue de Jacques Daniel-Norman : L'homme mystérieux
- 1945 : Seul dans la nuit de Christian Stengel : Melor
- 1948 : Toute la famille était là de Jean de Marguenat : Villediou
- 1949 : Voyage à trois de Jean-Paul Paulin
- 1949 : Au p'tit zouave de Gilles Grangier
- 1949 : Entre onze heures et minuit de Henri Decoin : Bouture
- 1950 : La Dame de chez Maxim de Marcel Aboulker : Le docteur Petypon
- 1950 : L'Homme de joie de Gilles Grangier : Edouard Jolivet
- 1951 : Topaze de Marcel Pagnol : Régis Castel-Vernac
- 1951 : Au fil des ondes de Pierre Gautherin
- 1951 : Victor de Claude Heymann : Jacques Genoust
- 1952 : Nous sommes tous des assassins d'André Cayatte : Charles
- 1953 : Rue de l'Estrapade de Jacques Becker
- 1953 : Une fille dans le soleil de Maurice Cam : Boissières
- 1953 : Un trésor de femme de Jean Stelli : Albert Brunet
- 1953 : Les amours finissent à l'aube de Henri Calef : Van Goffin
- 1953 : Une nuit à Megève de Raoul André : Léon
- 1953 : Mandat d'amener de Pierre-Louis : Gaston
- 1954 : Si Versailles m'était conté... de Sacha Guitry : Bohmer
- 1954 : Après vous, duchesse de Robert de Nesle : Armand
- 1954 : Les hommes ne pensent qu'à ça d'Yves Robert
- 1954 : Escalier de service de Carlo Rim : Georges Dumény
- 1955 : Les Grandes Manœuvres de René Clair : Monsieur Monnet
- 1955 : La Môme Pigalle d'Alfred Rode : Mejean
- 1956 : Si Paris nous était conté de Sacha Guitry : Gouverneur de la bastille Jourdan
- 1956 : Marie-Antoinette reine de France de Jean Delannoy : Louis XVI
- 1956 : Elena et les Hommes de Jean Renoir : Duchêne
- 1957 : Folies-Bergère de Henri Decoin : Roland
- 1957 : Le Septième Commandement de Raymond Bernard : Pilou
- 1957 : Les Suspects de Jean Dréville : Inspecteur Paul Duchamp
- 1958 : Un certain monsieur Jo de René Jolivet : Inspecteur Loriot
- 1958 : Sacrée Jeunesse d'André Berthomieu : Étienne
- 1958 : La Vie à deux de Clément Duhour : Claude
- 1958 : Madame et son auto de Robert Vernay : Victor Martini
- 1958 : Clara et les Méchants de Raoul André : Charlemagne
- 1959 : Drôles de phénomènes de Robert Vernay: Jérôme Dandaine
- 1959 : Maigret et l'Affaire Saint-Fiacre de Jean Delannoy : Maître Mauléon
- 1960 : Le Panier à crabes de Joseph Lisbona : le producteur
- 1961 : L'Imprévu (L'Imprevisto) d'Alberto Lattuada : Inspecteur Chattard
- 1961 : À rebrousse-poil de Pierre Armand : M. Durand
- 1962 : Rencontres de Philippe Agostini : David
- 1964 : Le Gentleman de Cocody de Christian-Jaque : Rouffignac
- 1965 : Les Mordus de Paris de Pierre Armand
- 1965 : La Corde au cou de Joseph Lisbona : le chauffeur de taxi
- 1965 : Un milliard dans un billard de Nicolas Gessner : Amédée de St. Leu
- 1965 : Pleins feux sur Stanislas de Jean-Charles Dudrumet : Le percepteur
- 1969 : L'Auvergnat et l'Autobus de Guy Lefranc : Kleinfuchs
- 1978 : Ça fait tilt d'André Hunebelle : Francis
- 1978 : L'Exercice du pouvoir de Philippe Galland : Albert Larchat
- 1978 : L'Amour en question d'André Cayatte : Le Président

### Télévision
- 1950 : Les Joueurs, d'après Nicolas Gogol, réalisé par Claude Barma
- 1953 : Madame Bovary, d'après Gustave Flaubert, réalisé par Claude Barma. Rôle de Charles Bovary
- 1962 : Système deux
- 1962 : L'Affaire du collier de la Reine de Guy Lessertisseur (INA -La caméra explore le temps) : Louis XVI
- 1965 : De nos envoyés spéciaux : Le rédacteur en chef
- 1965 : Quelle famille ! : M. Anodin
- 1973 : La Duchesse d'Avila : Tolède
- 1974 : Les Enquêtes du commissaire Maigret, épisode : Maigret et la Grande Perche de Claude Barma
- 1976 : Le Comédien : Maillard
- 1978 : Les Bijoux de Carina : Victor
- 1978 : Jean-Christophe : Achille Roussin
- 1979 : Miss : Honoré
- 1979 : La Belle vie de Jean Anouilh réalisé par Lazare Iglesis : un homme d'affaires
- 1980 : série télévisée, Julien Fontanes, magistrat : Juge Julien Fontanes
- 1980 : Les Dossiers éclatés: Le querellé ou La nécessité d'être comme tout le monde : Boyer d'Aguille
- 1980 : série télévisée Les 5 dernières minutes (épisode "La boule perdue") réalisé par Claude Loursais :  Professeur Mercidieu
- 1980 : Cabrioles : Flondor
- 1981 : Les Bons bourgeois : Benoît, le père
- 1981 : La Vie des autres  épisode : Pomme à l'eau  d'Emmanuel Fonlladosa
- 1985 : Châteauvallon, de Serge Friedman, Paul Planchon et Emmanuel Fonlladosa : Chambanas
- 1987 : Studio follies : Fox

### Au théâtre ce soir
- 1966 : Le Père de Mademoiselle de Roger Ferdinand, mise en scène Fernand Ledoux, réalisation Georges Folgoas, Théâtre Marigny
- 1966 : J'y suis, j'y reste de Raymond Vincy et Jean Valmy, mise en scène Jean Valmy, réalisation Pierre Sabbagh, Théâtre Marigny : Le cardinal
- 1967 : Les Vignes du seigneur de Robert de Flers et Francis de Croisset, mise en scène Jacques Morel, réalisation Pierre Sabbagh, Théâtre Marigny
- 1968 : Mademoiselle de Jacques Deval, mise en scène Jacques-Henri Duval, réalisation Pierre Sabbagh, Théâtre Marigny
- 1968 : Le Système Deux de Georges Neveux, mise en scène René Clermont, réalisation Pierre Sabbagh, Théâtre Marigny
- 1969 : Le mari ne compte pas de Roger Ferdinand, mise en scène Jacques Morel, réalisation Pierre Sabbagh, Théâtre Marigny
- 1973 : La Reine blanche  de Pierre Barillet et Jean-Pierre Gredy, mise en scène Jacques Sereys, réalisation Georges Folgoas, Théâtre Marigny
- 1974 : L'Or et la paille de Pierre Barillet et Jean-Pierre Gredy, mise en scène Jacques Sereys, réalisation Georges Folgoas, Théâtre Marigny
- 1974 : Hélène ou la Joie de vivre de André Roussin et Madeleine Gray d'après le roman de John Erskine, mise en scène René Clermont, réalisation Georges Folgoas, Théâtre Édouard VII
- 1975 : La Mandragore de Roland Jouve d'après Machiavel, mise en scène Jacques Ardouin, réalisation Pierre Sabbagh, Théâtre Édouard VII
- 1976 : La Frousse de Julien Vartet, mise en scène René Clermont, réalisation Pierre Sabbagh, Théâtre Édouard VII
- 1979 : Le Troisième Témoin de Dominique Nohain, mise en scène de l'auteur, réalisation Pierre Sabbagh, Théâtre Marigny
- 1984 : J'y suis, j'y reste de Raymond Vincy et Jean Valmy, mise en scène Robert Manuel, réalisation Pierre Sabbagh, Théâtre Marigny : Le cardinal

## Théâtre
- 1947 : Couleurs du temps de Paul Colline et Jean Rieux, mise en scène Jacques-Henri Duval, Théâtre des Bouffes-Parisiens
- 1948 : Le mari ne compte pas de Roger Ferdinand, Théâtre des Bouffes-Parisiens
- 1949 : Les Bonnes Cartes de Marcel Thiébaut, mise en scène Pierre Bertin, Théâtre Gramont
- Octobre 1950 : La Revue de l'Empire d'Albert Willemetz, Ded Rysel, André Roussin, musique Paul Bonneau, Maurice Yvain, Francis Lopez, Henri Bourtayre, mise en scène Maurice Lehmann et Léon Deutsch, Théâtre de l'Empire
- 1951 : Une folie de et mise en scène Sacha Guitry, Théâtre des Variétés
- 1951 : L'Ile heureuse de Jean-Pierre Aumont, mise en scène Pierre Dux, Théâtre Édouard VII
- 1952 : Beaufils et fils de Raoul Praxy, mise en scène Jacques Dumesnil, Théâtre de la Potinière
- 1953 : Frère Jacques d'André Gillois, mise en scène Fernand Ledoux, Théâtre des Variétés
- 1954 : À la Jamaïque de Francis Lopez et Raymond Vincy, mise en scène Fred Pasquali, Théâtre de la Porte-Saint-Martin
- 1955 : À bout portant de Jean Bruce, mise en scène Jacques-Henri Duval, Théâtre de la Potinière
- 1955 : Zamore de Georges Neveux, mise en scène Henri Soubeyran, Théâtre Édouard VII
- 1955 : Le Système deux de Georges Neveux, mise en scène René Clermont, Théâtre Édouard VII
- 1956 : Le mari ne compte pas de Roger Ferdinand, mise en scène Jacques Morel, Théâtre Édouard VII
- 1957 : Romanoff et Juliette de Peter Ustinov, mise en scène Jean-Pierre Grenier, Théâtre Marigny
- 1958 : Tessa la nymphe au cœur fidèle de Jean Giraudoux d'après Basil Dean et Margaret Kennedy, mise en scène Jean-Pierre Grenier, Théâtre Marigny
- 1958 : L'Étonnant Pennypacker de Liam O'Brien, adaptation Roger Ferdinand, mise en scène Jean-Pierre Grenier, Théâtre Marigny
- 1959 : La Tête des autres de Marcel Aymé, mise en scène André Barsacq, Théâtre de l'Atelier
- 1959 : Un beau dimanche de septembre d'Ugo Betti, mise en scène André Barsacq, Théâtre de l'Atelier
- 1960 : Piège pour un homme seul de Robert Thomas, mise en scène Jacques Charon, Théâtre des Bouffes-Parisiens
- 1961 : Piège pour un homme seul de Robert Thomas, mise en scène Jacques Charon, Théâtre des Célestins
- 1961 : Voulez-vous jouer avec moâ ? de Marcel Achard, mise en scène Henri Soubeyran, Festival de Vaison-la-Romaine
- 1961 : Moulin à poivre de Robert Rocca et Jacques Grello, mise en scène Jacques Mauclair, Les Trois Baudets
- 1963 : Adieu prudence de Leslie Stevens, mise en scène Jacques Mauclair, Théâtre des Ambassadeurs
- 1963 : Des enfants de cœur de François Campaux, mise en scène Christian-Gérard, Théâtre Michel
- 1964 : Des enfants de cœur de François Campaux, mise en scène Christian-Gérard, Théâtre de l'Ambigu
- 1966 : J'y suis, j'y reste de Raymond Vincy et Jean Valmy
- 1968 : Le Père de Mademoiselle de Roger Ferdinand, mise en scène Fernand Ledoux, tournée
- 1968 : Des enfants de cœur de François Campaux, mise en scène Christian-Gérard, Théâtre Édouard VII
- 1969 : Voyage à trois de Jean de Létraz, mise en scène Robert Manuel, Théâtre Édouard VII
- 1969 : La Paille humide d'Albert Husson, mise en scène Michel Roux, Théâtre de la Michodière
- 1971 : Piège pour un homme seul de Robert Thomas, mise en scène Jacques Charon, Théâtre Edouard VII
- 1972 : L'Ouvre-boîte de Félicien Marceau, mise en scène Pierre Franck, Théâtre de l'Œuvre
- 1974 : Le Mari, la Femme et la Mort d'André Roussin, mise en scène Louis Ducreux, Théâtre Antoine
- 1979 : Tovaritch de Jacques Deval, mise en scène Jean Meyer, Théâtre de la Madeleine
- 1980 : Les Bons Bourgeois de René de Obaldia, mise en scène Jacques Rosny, Théâtre Hébertot
- 1981 : Mademoiselle de Jacques Deval, mise en scène Jean Meyer, Théâtre de la Michodière
- 1984 : Désiré de Sacha Guitry, mise en scène Jean-Claude Brialy, Théâtre Édouard VII
- 1987 : Le Mari, la Femme et la Mort d'André Roussin, mise en scène Francis Joffo, Théâtre de la Renaissance, Tournée Karsenty
- 1992 : La Trilogie marseillaise de Marcel Pagnol, adaptation et mise en scène Jean-Luc Tardieu, Théâtre des Variétés
- 1993 : Knock ou le Triomphe de la médecine de Jules Romains, mise en scène Pierre Mondy, Théâtre de la Porte-Saint-Martin.

## Doublage (liste sélective)
- 1964 : Quand l'inspecteur s'emmêle : Kato Fong (Burt Kwouk)
- 1967 : La Maison de Toutou : Toutou
- 1967 : Astérix le Gaulois : Obélix
- 1968 : Astérix et Cléopâtre : Obélix
- 1976 : Les Douze Travaux d'Astérix : Obélix et l'employé administratif sur la balançoire
- 1977 : L'Homme au masque de fer (Téléfilm) : le geôlier (John Cording)
- 1978 : La Ballade des Dalton : Sam Game, le prêcheur et tricheur repenti
- 1990 : Le Livre de la jungle : Baloo

## Radio
- 1951 : La Poison de Sacha Guitry : Voix à la radio
- 1962 : S.O.S. Météores d'après E.P. Jacobs (feuilleton radiophonique sur France inter mars 1962)[8] : Mortimer
- 1967 : Les Aventures d'Astérix le Gaulois (feuilleton radiophonique sur France Inter, 1966-1967) : Obélix